# Gandvik Patera
La Gandvik Patera è una struttura geologica della superficie di Tritone.